# Cheilotrichia (Empeda) fuscohalterata
Cheilotrichia (Empeda) fuscohalterata is een tweevleugelige uit de familie steltmuggen (Limoniidae). De soort komt voor in het Palearctisch gebied.